# Adrian Stern
Adrian Stern (* 22. März 1975 in Zürich) ist ein Schweizer Sänger und Songschreiber aus Baden, der im Ostaargauer Dialekt (ähnlich dem Züritüütsch) singt.

## Leben
Geboren ist Stern in Zürich und aufgewachsen im westlich davon gelegenen Baden. In seiner Kindheit lebte er zwei Jahre in den USA. Stern begeisterte sich früh für Musik. Nach ersten Versuchen mit Flöte und Ukulele sah er 1985, im Alter von zehn Jahren, den Film Zurück in die Zukunft. In der Schlusssequenz des Films spielt Marty McFly ein wildes Gitarrensolo. Daraufhin beschloss Stern, Gitarrist zu werden. Sein Vater schenkte ihm seine erste E-Gitarre zu Weihnachten. Den fehlenden Gitarrenverstärker bastelte er aus einem alten Radio. Durch seinen Gitarrenlehrer Werner Amman kam Stern in Kontakt mit Rock und Blues. Er lernte Improvisation und wie man Songs nach Gehör spielt. David Gilmour von Pink Floyd, Santana, Eric Clapton und Stevie Ray Vaughan waren seine grossen Vorbilder. Zum Abschluss der Bezirksschulzeit in Baden gründete Stern zusammen mit Schülern und einem Lehrer eine Band. Weil ein Sänger fehlte, entschied Stern, den Gesang zu übernehmen. In der Kantonsschule Baden gründete Stern mit Freunden die Band el bleu. Dort entstanden erste eigene englische Lieder. Die Band gelangte ins Halbfinale des Volksbankrock-Wettbewerbes und veröffentlichte ein Demotape mit drei Songs. Der Song Nic Bamforth, dessen Text sein Vater nach dem Lesen eines Interviews mit dem Aidskranken Nick Bamforth schrieb, wurde vom Schweizer Fernsehen im Rahmen einer Jugendsendung zum Weltaidstag porträtiert.

## Musikalische Karriere
Nach der Kantonsschule und einem kurzen Abstecher an die Uni, kam Stern an die Jazzschule Bern, wechselte aber nach kurzer Zeit an die Jazzschule Luzern, welche bekannt dafür war, etwas offener für Musikstile ausserhalb des Jazz zu sein. Während der Zeit an der JSL gründete Stern seine zweite Band Speedpop. Die Band existierte nur kurze Zeit, veröffentlichte ein Demo mit fünf Songs und konnte als Karrierehighlight am Off-Festival des Montreux Jazz Festival spielen. Stern lebte während vier Jahren in einer Musiker-WG in Luzern. Ein Mitbewohner brachte ihn auf die Idee, seine eigenen Songs in seiner Muttersprache Schweizerdeutsch zu singen. Fasziniert vom Gesangsklang der Schweizer Sprache beschloss Stern, ein komplett selbst produziertes Demo mit ausschliesslich eigenen Songs fertigzustellen und an Plattenfirmen zu versenden. Das Demo stiess auf grosses Interesse. Musikvertrieb, Warner und Sony Music boten Stern einen Vertrag an. Stern unterschrieb bei Sony Music, arbeitete fortan an weiteren Songs und absolvierte erste Soloauftritte mit seinen neuen Mundartsongs.

### Stern
2003 veröffentlichte Adrian Stern sein Debütalbum Stern und hatte damit einen Achtungserfolg in den Schweizer Charts. Der Song Ha nur welle wüsse … wurde ein Airplay-Hit und das zugehörige Video wurde mit zwei Edis ausgezeichnet. 2004 bekam er einen Viva-Comet als bester Schweizer Newcomer.

### S’Blaue vom Himmel
2005 erschien sein zweites Album S’Blaue vom Himmel, das in den Grundzügen dem rockigen Klangbild des ersten Albums entsprach, dieses aber um eine sanftere Note erweiterte. Die erste Single Alles was du wotsch wurde ebenfalls ein Airplay-Hit. Das Album schaffte es in die Top 5 der Albumcharts und etablierte ihn als ernstzunehmenden Schweizer Mundartsänger, obwohl er damit kämpfen musste, dass in der Schweiz gewisse Dialekte in anderen Landesteilen unbeliebt sind. 2005 erhielt er den Prix Walo für das beste Pop/Rock Album 2005.

### Lieber Lieder
Sein drittes Album Lieber Lieder nahm Stern zum grössten Teil in den USA auf. Zusammen mit Produzent Thomas Fessler, Drummer Michael Urbano und Tontechniker Reto Peter wurden im Studio 880 in Oakland in nur sechs Tagen die Basic Tracks des Albums eingespielt. Das Material klang viel akustischer, die rockigen Gitarrenbretter verschwanden. Zurück in der Schweiz nahm Stern, auf den Hinweis von Sony, dem Album fehle der Hit, zusammen mit Fessler und dem Drummer Simon Kistler zwei weitere Songs auf. Darunter war der Titelsong Lieber Lieder. Das Album erschien 2008, erreichte ebenfalls die Top 10 und schaffte es erstmals mit zwei Songs in die Singlecharts der Schweiz. Lieber Lieder, ein humorvoller, augenzwinkernder Song über Familie und Karriere, wurde nicht von allen Hörern richtig verstanden und Stern spielte den Song später oft als Soloversion mit Jazz-Arrangement, um ihn vom allzu locker flockigen Feeling zu befreien.

### Früehligsputz-Solo-Tour
Am Swiss Music Award 2009 kam Adrian Stern in Kontakt mit dem Produzenten Roman Camenzind. Die beiden beschlossen, gemeinsame Sache zu machen. Camenzind half Stern, sich noch mehr auf das Geschichtenerzählen mit akustischer Gitarre zu konzentrieren. Während einer Zeitspanne von über einem Jahr entstanden so 24 neue Songs, die Stern lediglich mit akustischer Gitarre einspielte. Bevor er im Sommer 2010 sein viertes Album im Hitmill Studio in Zürich einspielte, beschloss Adrian Stern eine Tournee mit Solokonzerten zu absolvieren. 14 Konzerte an kleinen Orten wurden bespielt, das Repertoire bestand aus bewährten eigenen Songs im neuen akustischen Gewand, Lieblingslieder (darunter Desperado von den Eagles) und neuen, noch nie gehörten Songs (darunter Nr. 1 und Amerika). Die Tour wurde ein voller Erfolg. Höhepunkt des Abends war jeweils ein in der Pause geübtes und zuvor vom Publikum gewünschtes Lied, das Stern als letztes Stück des Abends uraufführte. Unter den 14 Covers waren Mensch von Herbert Grönemeyer, Fix Me von Coldplay, aber auch Ein Stern (… der deinen Namen trägt).

### Herz
Das Album Herz erschien im Herbst 2010 und wurde ein grosser Erfolg. Musik und Texte waren reifer geworden. Das Album landete auf Platz 2 der Charts, die Single Amerika erreichte Platz 4. Nach wenigen Wochen erreichte das Album Goldstatus und 2011 Platinstatus. Viele Konzerte waren ausverkauft. In den Zeiten von schwindenden Budgets beschloss Stern, seine Musikvideos selbst zu kreieren. Mit einer kleinen, auf dem Fahrrad befestigten Kamera entstand so der Videoclip zu Nr.1. Als zweite Single wurde Nr.1 ebenfalls zum Airplay-Hit. Adrian Stern gewann den Swiss Music Award für das beste Album Pop/Rock National 2010 und kurz darauf seinen zweiten Prix Walo in der Kategorie «Pop/Rock». Amerika war 2010/2011 eines der meistgespielten Lieder im Deutschschweizer Radio.

### JRZ
2011 schrieb Adrian Stern den Titelsong zur SRF-Sendung Jeder Rappen zählt. Im Februar 2012 wurden Vorwürfe laut, dass es sich um ein Plagiat des Songs Mother der französischen Band Cocoon handeln soll. Stern bezeichnete den Song, neben dem Buch Im Meer schwimmen Krokodile von Fabio Greda, als Einflussquelle für sein Lied. Der Song weist klangästhetische Ähnlichkeiten auf, unterscheidet sich aber in Harmonie, Melodie, Ablauf und Inhalt wesentlich von dem Song von Cocoon. Der Vorwurf wurde daraufhin nicht weiter verfolgt.

## Projekte
- Stern spielte Gitarre in der Band Hendrix/Cousins
- Zusammen mit Freund und Produzent Roland «Roller» Frei entstand das Elektro-Projekt Stern+Frei. Das Album erschien bei Warner Music.
- Stern komponierte zusammen mit Michael von der Heide viele Songs seines Albums Frisch.
- Stern spielte Gitarre, Bass und Perkussion für das Programm Hildegard mit Songs von Hildegard Knef von Michael von der Heide.
- Zusammen mit Valeska Steiner (aktuelles Projekt BOY) schrieb und produzierte er viele Songs der Zürcher Sängerin. Das Lied As cool as Berlin wurde ein Underground-Erfolg.
- 2005 und 2023 spielte er in der Live Band von Sina.
- 2009 schrieb Adrian Stern die Musik zum Kindermusical d'Schatzinsle.
- Seit 2017 bildet Adrian Stern zusammen mit Frölein Da Capo, Roman Riklin, Daniel Schaub und FM François Mürner die Formation Secondhand Orchestra.[9]
- 2021 nahm er an der zweiten Staffel Sing meinen Song – Das Schweizer Tauschkonzert teil.

Stern spielte in mehreren Produktionen des Theaters am Hechtplatz unter der Leitung von Dominik Flaschka:
- Bye Bye Bar
- Happy End
- Jetzt erst Hecht

## Diskografie
Album
- Stern (2003)
- S’Blaue vom Himmel (2005)
- Lieber Lieder (2008)
- Herz (10. September 2010)
- 1&1 (4. Oktober 2013)
- Chum mir singed die Songs wo mir liebed und tanzed mit ihne dur d’Nacht. (11. November 2016)
- Meer (26. Februar 2021)

Singles
- Ha nur welle wüsse … (2003)
- Einisch meh (2004)
- Summer bi Dir (2004)
- Alles was du wotsch (2005)
- S’Blaue vom Himmel (2006)
- Immer scho mal (2006)
- Lieber Lieder (2008)
- Unverbesserlich (2008)
- Amerika (2010)
- Nr. 1 (2010)
- Superman (2011)
- Das wünsch i Dir (2013)